# Cinnyris nectarinioides
La nettarinia pancianera (Cinnyris nectarinioides Richmond, 1897) è un uccello della famiglia Nectariniidae, diffuso in Africa orientale.

## Distribuzione e habitat
È segnalato in Etiopia, Somalia Kenya e Tanzania.